# Come Sail Away - The Styx Anthology
Come Sail Away - The Styx Anthology è un album di raccolta del gruppo rock statunitense Styx, pubblicato nel 2004.

## Tracce

### Disco 1
1. Best Thing – 3:15 (Dennis DeYoung, James Young)
2. You Need Love – 3:44 (DeYoung)
3. Lady – 2:58 (DeYoung)
4. Winner Take All – 3:05 (DeYoung, Charles Lofrano)
5. Rock and Roll Feeling – 3:02 (John Curulewski, Young)
6. Light Up – 4:21 (DeYoung)
7. Lorelei – 3:23 (DeYoung, Young)
8. Prelude 12 – 1:20 (Curulewski)
9. Suite Madame Blue – 6:33 (DeYoung)
10. Shooz – 4:47 (Tommy Shaw, Young)
11. Mademoiselle – 4:00 (DeYoung, Shaw)
12. Crystal Ball – 4:34 (Shaw)
13. The Grand Illusion – 4:37 (DeYoung)
14. Fooling Yourself (The Angry Young Man) – 5:31 (Shaw)
15. Come Sail Away – 6:05 (DeYoung)
16. Miss America – 4:58 (Young)
17. Man in the Wilderness (Extended version previously unissued) – 6:57 (Shaw)

### Disco 2
1. Blue Collar Man (Long Nights) – 4:06 (Shaw)
2. Sing for the Day – 4:57 (Shaw)
3. Renegade – 4:13 (Shaw)
4. Pieces of Eight – 4:45 (DeYoung)
5. Lights – 4:38 (DeYoung, Shaw)
6. Babe – 4:27 (DeYoung)
7. Borrowed Time – 4:59 (DeYoung, Shaw)
8. Boat on the River – 3:13 (Shaw)
9. A.D. 1928 – 1:07 (DeYoung)
10. Rockin' the Paradise – 3:35 (DeYoung, Young, Shaw)
11. Too Much Time on My Hands – 4:33 (Shaw)
12. The Best of Times – 4:19 (DeYoung)
13. Snowblind – 4:59 (Young, DeYoung)
14. Mr. Roboto – 5:28 (DeYoung)
15. Love Is the Ritual – 3:49 (Glen Burtnik, Plinky Giglio)
16. Show Me the Way – 4:37 (DeYoung)
17. Dear John – 3:04 (Shaw)
18. One with Everything – 5:56 (Burtnik, Lawrence Gowan, Shaw, Todd Sucherman, Young)

## Formazione
- Dennis DeYoung - tastiera, voce (tutte eccetto traccia 18 del disco 2)
- Tommy Shaw - chitarra, voce (tracce 10-17 del disco 1, tracce 1-14 & 17-18 del disco 2)
- James Young - chitarra, voce
- Chuck Panozzo - basso, voce (tutte eccetto traccia 18 del disco 2)
- John Panozzo - batteria (tutte eccetto tracce 17-18 del disco 2)
- Lawrence Gowan - voce, tastiera (traccia 18 del disco 2)
- Glen Burtnik - chitarra, voce (tracce 15-18 del disco 2)
- Todd Sucherman - batteria (tracce 17-18 del disco 2)
- John Curulewski - chitarra, voce (tracce 1-9 del disco 1)